# フリーダム (ワム!の曲)
「フリーダム」 (Freedom) は、イギリスのポップデュオ、ワム!のシングル曲。1984年10月1日にリリースされた。表題曲は、全英シングルチャートで二人にとって2度目のNo.1ヒットとなり、アメリカでは3位を記録した。ジョージ・マイケルが作詞・作曲・プロデュースを担当している。

## 概要
ワム!は「ウキウキ・ウェイク・ミー・アップ」で初の全英シングル・チャート1位となり、その後、ジョージ・マイケルのソロシングル「ケアレス・ウィスパー」も1位を獲得しており、本作がリリースされる頃には既に成功を収めていた。「フリーダム」は1984年10月13日付の全英チャートで初登場3位にランクインし、その翌週には同チャートで1位を獲得する。これでこの年に入って3曲連続となる1位を記録した。イギリスでは3週間1位を獲得し、同年10月に発売されたアルバム『Make It Big』に収録された。1984年のイギリス（OCC）年間チャートでは10位を記録した。1985年9月にはビルボード・HOT100でも3位にランクインした。
1985年にアメリカでシングルが発売された際にはリミックスが施され、収録時間が20秒ほど長くなった。このバージョンでは、ボーカルにより多くのリバーブが加えられ、オルガンの音が前面に聴こえるようミックスされ、さらにトランペットセクションとボーカルが新たに追加された。
アメリカ版リミックス・バージョンはベスト・アルバム『ザ・ファイナル』に収録され、後にコンピレーション・アルバム『ザ・ベスト・オブ・ワム! イフ・ユー・アー・ゼア...』にも収録された。なお、オリジナル・バージョンはアルバム『Make It Big』のアメリカ版に収録されている。
アメリカ公開に合わせて制作されたミュージックビデオでは、中国・北京でツアーを展開する様子が描かれている。ワム!の中国訪問は、彼らが西洋のポップバンドとして最初に中国で演奏したこともあり、重要なものであった。
後に歌詞を変更したリテイクバージョンが作られ、マクセルのオーディオ・カセットCMソングとして使用されたほか、キリンフリーのCMソングおよびTOYOTA″プリウス″のCMソングとしても使用された。

## トラックリスト
| 全作詞・作曲: ジョージ・マイケル。 |                           |                    |                    |      |
| #                                  | タイトル                  | 作詞               | 作曲・編曲         | 時間 |
| 1.                                 | 「Freedom」               | ジョージ・マイケル | ジョージ・マイケル | 5:08 |
| 2.                                 | 「Freedom」(instrumental) | ジョージ・マイケル | ジョージ・マイケル | 5:10 |

| #  | タイトル                  | 作詞 | 作曲・編曲 | 時間 |
| -- | ------------------------- | ---- | ---------- | ---- |
| 1. | 「Freedom」(long version) |      |            | 7:14 |
| 2. | 「Freedom」(instrumental) |      |            | 5:10 |

| 全作詞・作曲: ジョージ・マイケル。 |               |                    |                    |      |
| #                                  | タイトル      | 作詞               | 作曲・編曲         | 時間 |
| 1.                                 | 「Freedom」   | ジョージ・マイケル | ジョージ・マイケル | 5:20 |
| 2.                                 | 「Heartbeat」 | ジョージ・マイケル | ジョージ・マイケル | 4:42 |

| #  | タイトル                  | 作詞 | 作曲・編曲 | 時間 |
| -- | ------------------------- | ---- | ---------- | ---- |
| 1. | 「Freedom」(long mix)     |      |            | 6:16 |
| 2. | 「Heartbeat」             |      |            | 4:42 |
| 3. | 「Freedom」(instrumental) |      |            | 5:10 |

## チャート
| チャート (1984 - 1985)                      | 最高位 |
| ------------------------------------------- | ------ |
| オーストラリア (Kent Music Report)          | 3      |
| オーストリア (Ö3 Austria Top 40)            | 23     |
| ベルギー (Ultratop 50 Flanders)             | 2      |
| ベルギー (VRT Top 30 Flanders)              | 2      |
| カナダ トップシングルス (RPM)               | 10     |
| カナダ アダルト・コンテンポラリー (RPM)     | 3      |
| カナダ (CHUM)                               | 5      |
| ヨーロッパ (European Hot 100 Singles)       | 3      |
| フィンランド (Suomen virallinen lista)      | 5      |
| フランス (SNEP)                             | 16     |
| ドイツ (GfK Entertainment charts)           | 14     |
| アイスランド (RÚV)                          | 1      |
| アイルランド (IRMA)                         | 1      |
| イタリア (Musica e dischi)                  | 5      |
| オランダ (Dutch Top 40)                     | 2      |
| オランダ (Single Top 100)                   | 3      |
| ニュージーランド (Recorded Music NZ)        | 8      |
| ノルウェー (VG-lista)                       | 1      |
| 南アフリカ (Springbok Radio)                | 8      |
| スウェーデン (Sverigetopplistan)            | 9      |
| スイス (Schweizer Hitparade)                | 5      |
| UK シングルス (OCC)                         | 1      |
| US Billboard Hot 100                        | 3      |
| US Adult Contemporary (Billboard)           | 4      |
| US CASH BOX Top 100                         | 10     |
| US Contemporary Hit Radio (Radio & Records) | 6      |

| チャート (1984年)                  | 順位 |
| ---------------------------------- | ---- |
| オーストラリア (Kent Music Report) | 52   |
| ベルギー (Ultratop 50 Flanders)    | 19   |
| オランダ (Dutch Top 40)            | 11   |
| オランダ (Single Top 100)          | 15   |
| イギリス (OCC)                     | 10   |

| チャート (1985年)                 | 順位 |
| --------------------------------- | ---- |
| US Billboard Hot 100              | 76   |
| US Adult Contemporary (Billboard) | 30   |
| US CASH BOX Top 100               | 84   |

## カバーした歌手・グループ
- アンソニー・カリア
- クラウディア・レゼンデ
- ザ・ダベンポーツ（英語版）
- フール・ムーン（英語版）
- Heartclub
- Awaken A Cappella
- 荻野目洋子
- SNAIL RAMP
- レイザーラモンRG